# Spilimbergo
Spilimbergo (Spilimberc in friulano) è un comune italiano di 11 762 abitanti del Friuli-Venezia Giulia, sulla sponda destra del Tagliamento.

## Storia
La storia di Spilimbergo inizia attorno all'XI secolo, quando i conti Spengenberg, originari della Carinzia, si trapiantarono nella zona in qualità di vassalli del patriarca di Aquileia. Dal castrum de Spengenberg, come fu detto il loro castello, derivò il nome del paese.
In verità la presenza umana ha origini ben più antiche. Nella frazione Gradisca, infatti, sono stati individuati i resti di un castelliere, mentre lo stesso castrum potrebbe risalire all'epoca romana: per di qui transitava una strada che, provenendo da Sacile, attraversava il Tagliamento per dirigersi poi verso la Germania.
Nei secoli successivi all'insediamento degli Spengenberg, Spilimbergo si sviluppò sia come piazzaforte militare, sia come centro di transito commerciale. Si assistette a una vistosa crescita demografica e urbanistica, grazie anche all'arrivo di "forestieri" come lombardi, toscani ed ebrei. Nel 1284, ad opera del conte Walterpertoldo II, si iniziò la costruzione del Duomo, uno dei più pregevoli monumenti romanico-gotici del Friuli; coevi sono il palazzo del Daziario, la casa del Capitano e la Loggia (ufficio turistico). Nel 1326, su iniziativa dei conti Bregonia e Bartolomeo, la giurisdizione di Spilimbergo si dotò addirittura di un proprio corpus legislativo, lo "Statuto della Terra di Spilimbergo".
Nel 1420 la cittadina seguì le sorti della Patria del Friuli e passò alla Repubblica di Venezia.
La guerra della Lega di Cambrai colpì particolarmente la regione che fu teatro dello scontro tra le fazioni filoimperiali (Strumieri) e filoveneziane (Zamberlani). Nel 1511 il castello venne attaccato e incendiato.
Nonostante tutto, negli anni successivi Spilimbergo proseguì il suo periodo di prosperità economica che si rifletté anche a livello culturale. Di questo periodo sono la ricostruzione del castello in forme rinascimentali e le opere lasciate da insigni artisti quali Giovanni Antonio Pilacorte, il Pordenone, Pomponio Amalteo, Gasparo Narvesa e Irene di Spilimbergo. In campo letterario si distinsero Gian Domenico Cancianini, Eusebio Stella e Bernadino Partenio, quest'ultimo fondatore di un'accademia per lo studio del latino, del greco e dell'ebraico. Notevole il contributo trasmesso da alcune dinamiche casate di estrazione borghese come i Balzaro, i Monaco, gli Stella, i Cisternini, i Fannio e i Santorini.
Dopo la caduta della Repubblica di Venezia (1797) anche Spilimbergo attraversò i convulsi eventi dell'epoca napoleonica approdando poi nell'Impero austriaco a partire dal 1814. Alcuni suoi cittadini si distinsero nei moti del 1848, in particolare Giovanni Battista Cavedalis e Leonardo Andervolti, ma solo dopo la terza guerra d'indipendenza (1866) il Friuli entrò a far parte del Regno d'Italia.
Negli anni recenti non è venuta meno la tradizione artistica della città con la fondazione della Scuola mosaicisti del Friuli, intitolata a Irene di Spilmbergo.
Spilimbergo fu tra i comuni maggiormente colpiti dal terremoto del Friuli del 1976: il paese pianse una vittima e vide la devastazione del suo patrimonio storico-artistico. La ricostruzione degli anni successivi portò alla rinascita della città.
Il 16 febbraio 2025, il paese entra nella lista de I Borghi più belli d'Italia.

### Simboli
Stemma
Lo stemma è stato riconosciuto con decreto del capo del Governo del 14 aprile 1929.
Gonfalone
Il gonfalone è stato concesso con regio decreto del 24 agosto 1928.

## Monumenti e luoghi d'interesse

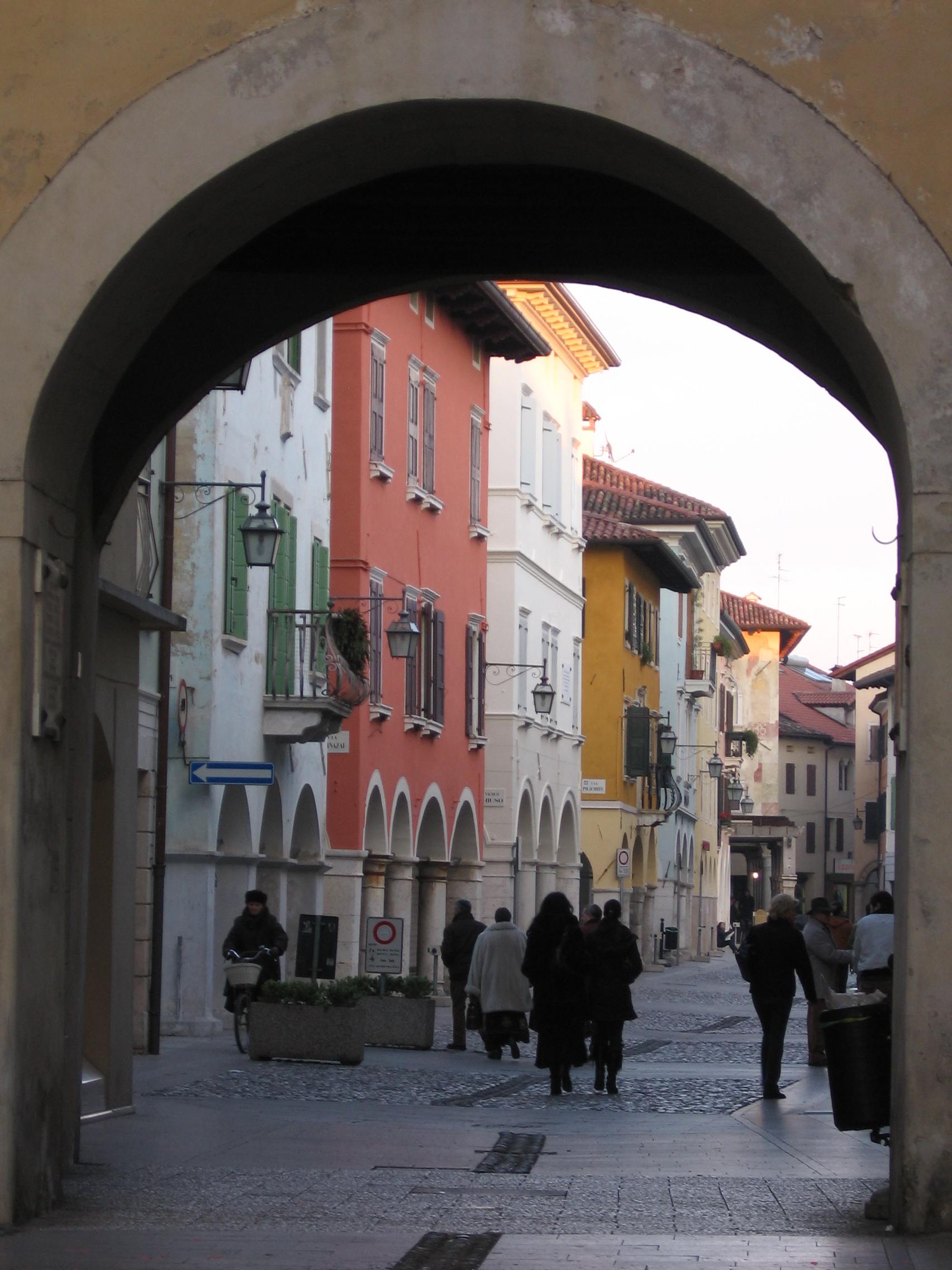
Corso Roma

Il cuore della città è sicuramente Corso Roma, che attraversa il centro storico da est ad ovest. È luogo di passeggio sul quale si affacciano storici edifici multicolori.
Percorrendo la via partendo da ovest si incontra subito la Torre occidentale, risalente al XIV secolo e che era l'ingresso al Borgo Nuovo, racchiuso dalla terza cinta muraria, ora scomparsa.

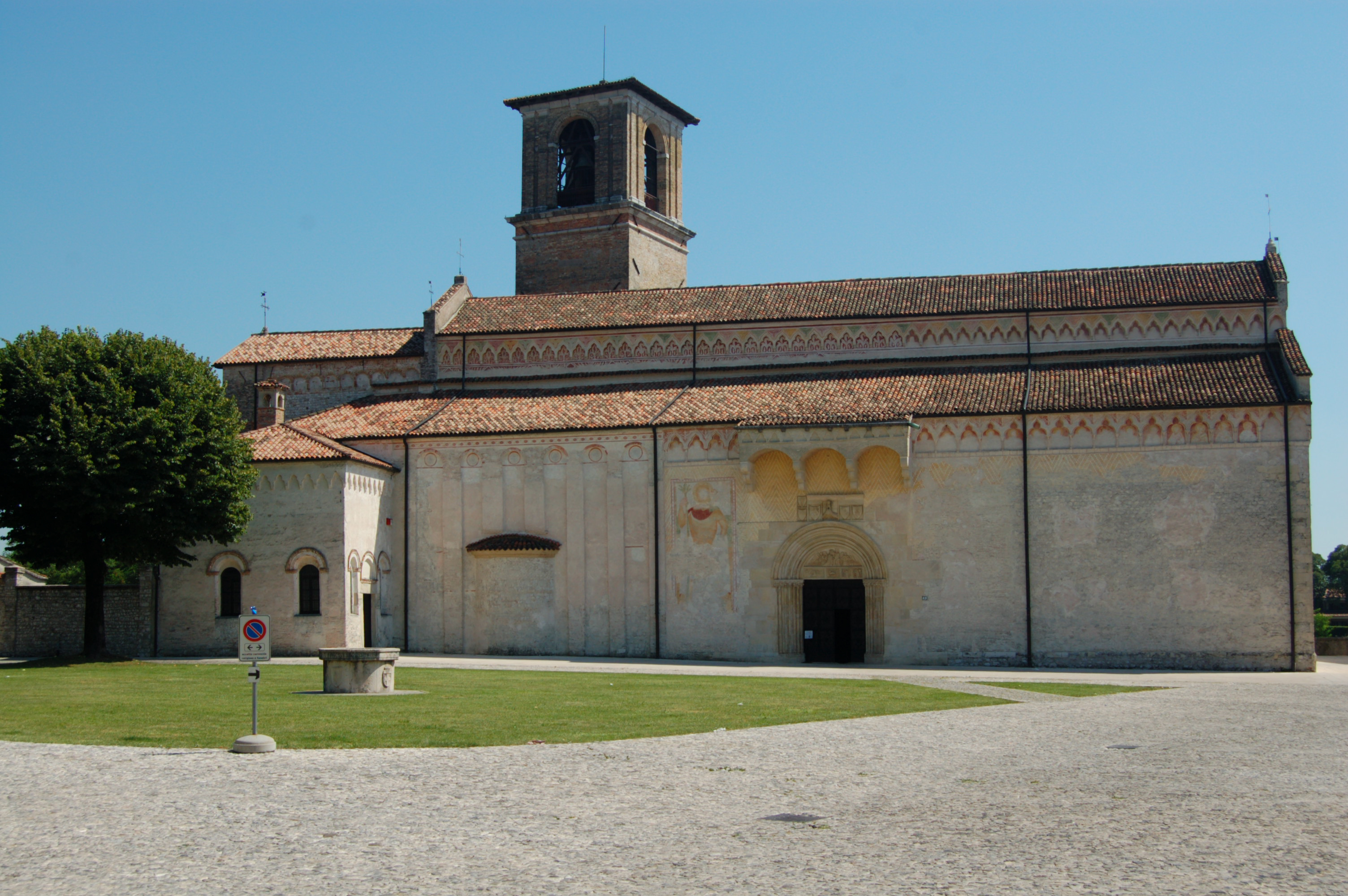
Duomo

Proseguendo verso est si incontra prima il Palazzo Monaco e si giunge poi in Piazza Garibaldi, centro ideale della città. A sud della piazza si trovano la Chiesa di San Giuseppe e Pantaleone, nel cui interno è conservato il coro ligneo, e la Chiesa di San Giovanni.
Proseguendo ancora si arriva alla Torre Orientale, che apparteneva alla seconda cinta muraria. Adagiata alla torre si può ammirare la Casa Dipinta, con affreschi del XVI secolo rappresentanti scene della vita di Ercole.

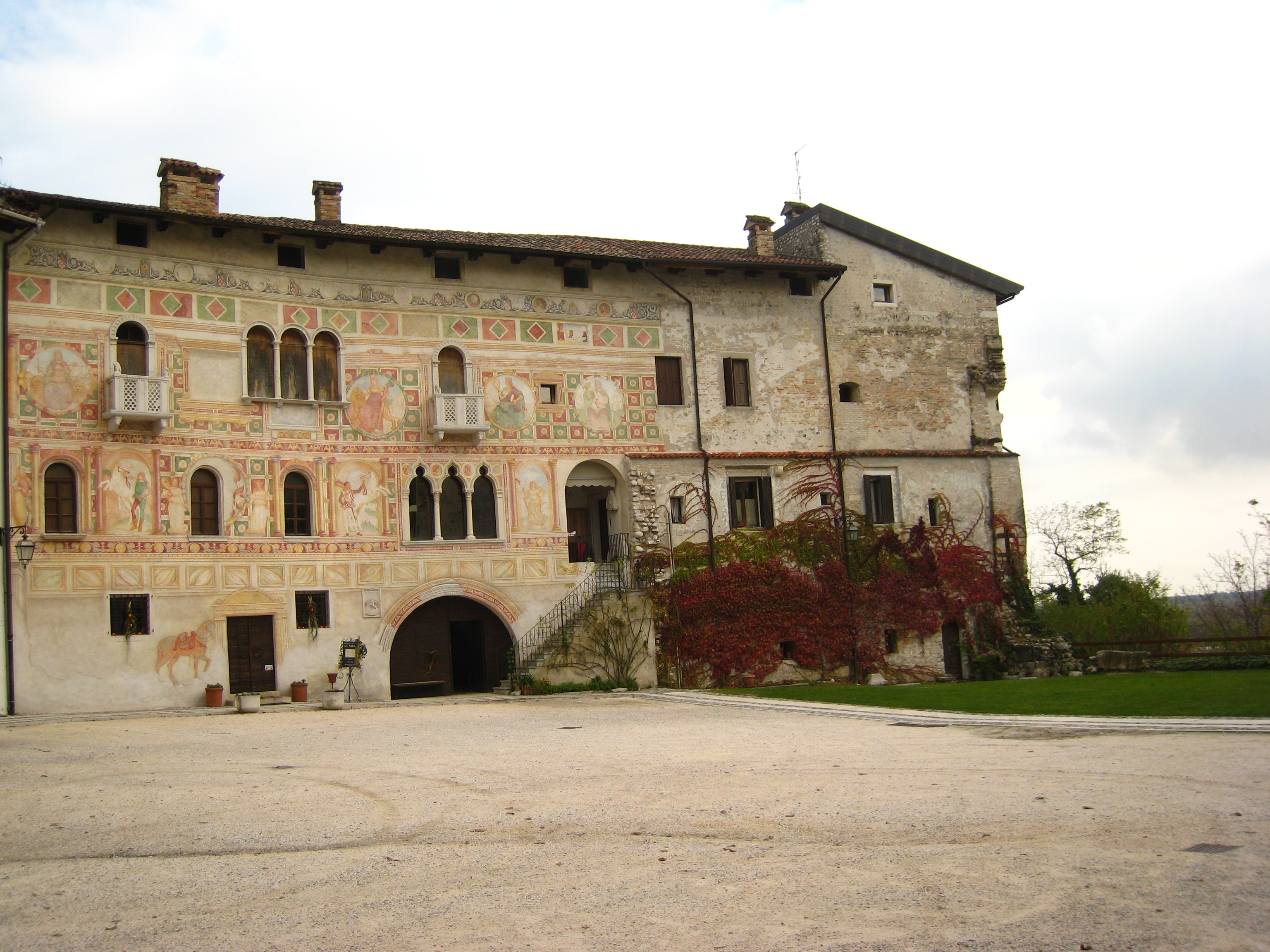
Castello

Corso Roma termina in Piazza Duomo, delimitata a sud dal Duomo, risalente al XIII secolo. Affacciati alla piazza, a ovest il Palazzo de Daziaro e a nord la Loggia della Macia, sulla cui colonna ad angolo è ancora visibile la Macia, unità di misura di lunghezza anticamente usata negli scambi commerciali.

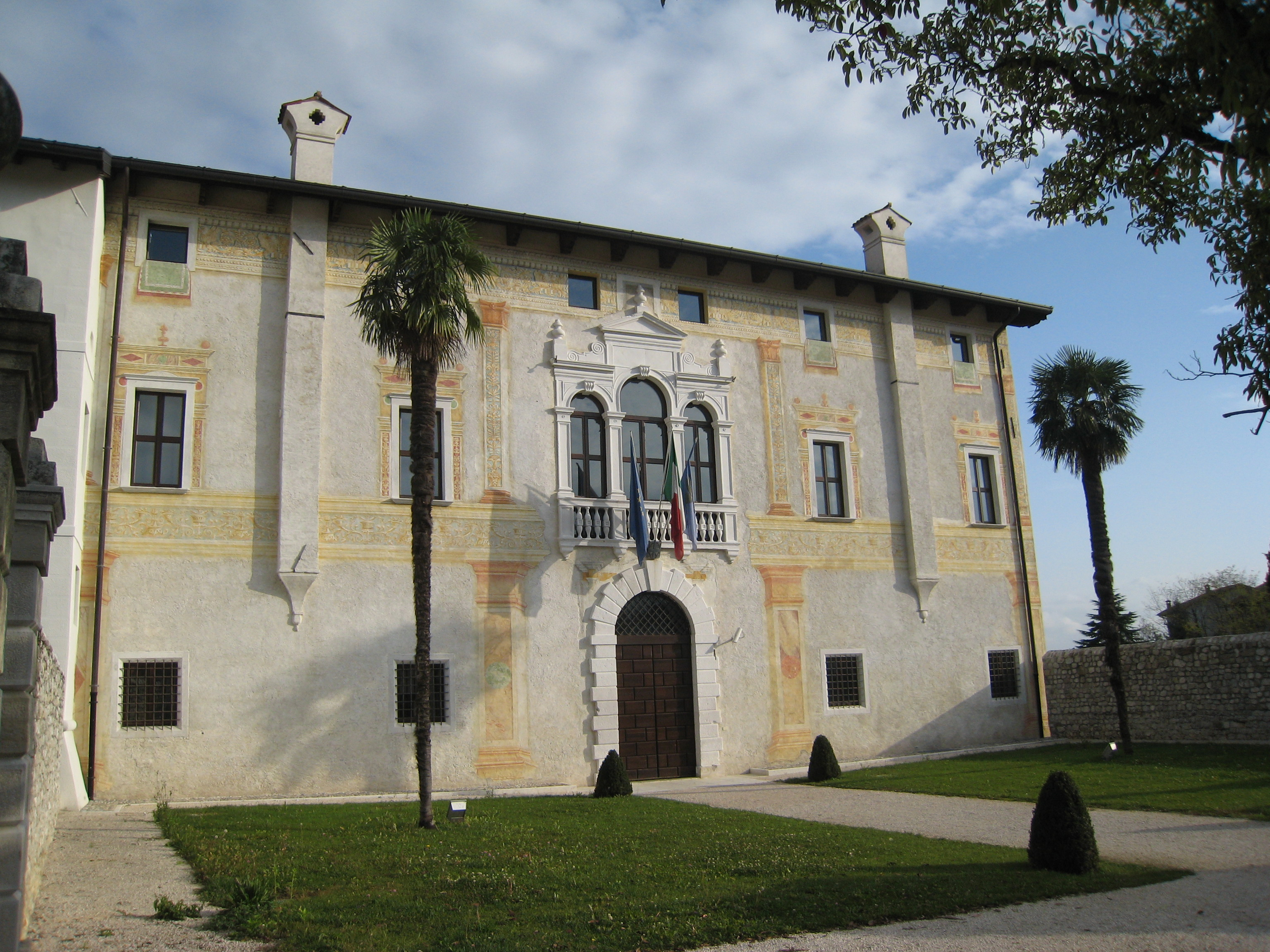
Palazzo di sopra, attuale sede municipale

Dalla piazza, attraverso un ponte sull'antico fossato, si entra nel Castello, l'edificio più orientale della città, costruito sul limitare del fiume Tagliamento. Risale al 1120 il primo documento che parla del Castrum de Spengenberg. Distrutto da un incendio nel 1511, fu ricostruito secondo schemi rinascimentali. Al suo interno il Palazzo Dipinto e il Palazzo Tadea, costruzione portata a termine nel 1566 da Tadea, vedova del conte Bernardino.
A nord del castello si trova il Palazzo di sopra, recentemente restaurato e ora sede del Municipio. Dal cortile del palazzo si gode di una magnifica vista sulla valle del Tagliamento. Di fronte al palazzo il quartiere Valbruna, dalla tipica struttura medioevale.
Tra il Castello e il Palazzo di sopra, a fianco della strada che scende verso il greto del fiume Tagliamento, si trova la Chiesetta dell'Ancona. Nella frazione di Baseglia si trova la Chiesa di Santa Croce, con un importante ciclo di affreschi di Pomponio Amalteo. Altra chiesa con interessanti affreschi del XVI secolo è la chiesa di San Nicolò a Tauriano.

## Società

### Evoluzione demografica
Abitanti censiti

### Etnie e minoranze straniere
Al 31 dicembre 2010 gli stranieri residenti nel comune sono 1 538, ovvero il 12,6% della popolazione. Di seguito sono riportati i gruppi più consistenti:
1. Albania, 419
2. Burkina Faso, 313
3. Romania, 278
4. Marocco, 62
5. Moldavia, 52
6. Ucraina, 52
7. Croazia, 36
8. Serbia, 36
9. Polonia, 32
10. Repubblica di Macedonia, 26

### Lingue e dialetti
A Spilimbergo, accanto alla lingua italiana, la popolazione utilizza la lingua friulana. Ai sensi della Deliberazione n. 2680 del 3 agosto 2001 della Giunta della Regione autonoma Friuli-Venezia Giulia, il Comune è inserito nell'ambito territoriale di tutela della lingua friulana ai fini della applicazione della legge 482/99, della legge regionale 15/96 e della legge regionale 29/2007.
La lingua friulana che si parla a Spilimbergo rientra fra le varianti appartenenti al friulano occidentale.

## Cultura

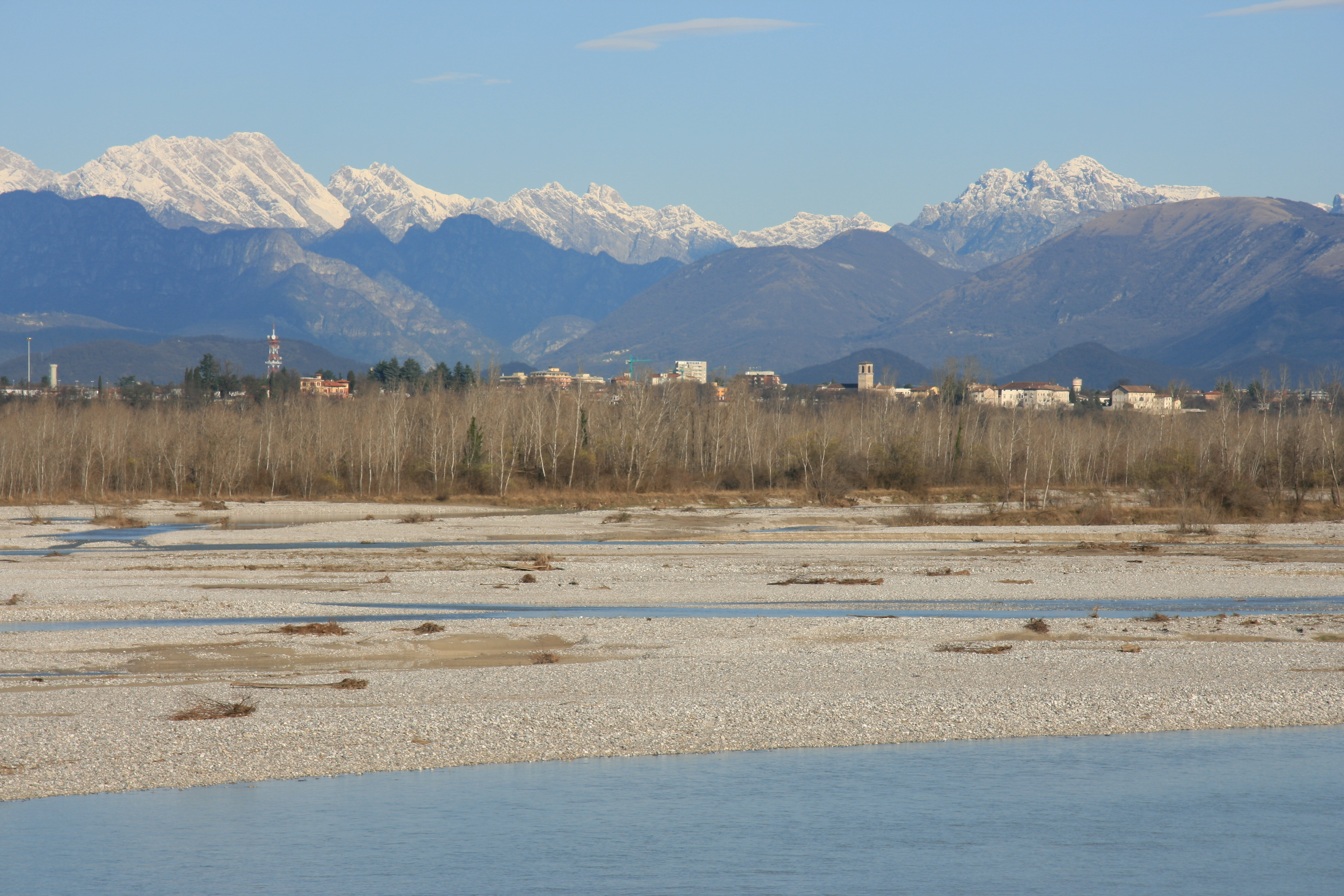
Panorama di Spilimbergo con le Alpi sullo sfondo e il Tagliamento in primo piano

È famosa la sua Scuola Mosaicisti del Friuli, che assegna a Spilimbergo il nome di città del mosaico.

### Eventi
- Folkest (Luglio), rassegna internazionale di musica folk
- Rievocazione storica della Macia (Agosto), festa paesana in occasione del santo patrono (San Rocco)
- Torneo internazionale di scacchi.

## Infrastrutture e trasporti

### Strade
Spilimbergo è attraversata dalla Strada statale 464 di Spilimbergo (alla quale dà il nome) che collega la cittadina con Udine e il Medio Friuli e dalla SR 177 Cimpello-Sequals, tramite uno svincolo posto nella frazione di Tauriano, che collega la cittadina a Pordenone e alla parte meridionale della provincia. Inoltre è in fase di costruzione una bretella di collegamento fra la SR 464 e la SR 177, che fungerebbe da circonvallazione per la cittadina.

### Ferrovie
Spilimbergo disponeva di una stazione posta sulla ferrovia Gemona del Friuli-Casarsa, dismessa nel 1987.

Attualmente le stazioni più vicine sono:
- Stazione di Pinzano, sulla linea Sacile-Gemona del Friuli, a 8 km
- Stazione di Casarsa, sulla linea Venezia-Udine, a 17 km

### Mobilità urbana ed extraurbana
La cittadina dispone di un'autostazione con collegamenti per Udine, Pordenone, Casarsa della Delizia, Maniago e le vallate circostanti quali la Val d'Arzino e la Val Tramontina.

## Amministrazione
| Periodo          | Periodo          | Primo cittadino   | Partito                          | Carica  | Note |
| ---------------- | ---------------- | ----------------- | -------------------------------- | ------- | ---- |
| 24 maggio 1988   | 11 dicembre 1993 | Ettore Rizzotti   | Democrazia Cristiana             | Sindaco |      |
| 6 giugno 1993    | 20 novembre 1994 | Alido Gerussi     | Lega Nord                        | Sindaco |      |
| 20 novembre 1994 | 15 novembre 1998 | Alido Gerussi     | Lega Nord                        | Sindaco |      |
| 15 novembre 1998 | 8 giugno 2003    | Alido Gerussi     | Lega Nord                        | Sindaco |      |
| 8 giugno 2003    | 14 aprile 2008   | Arturo Soresi     | Lega Nord                        | Sindaco |      |
| 14 aprile 2008   | 7 marzo 2013     | Renzo Francesconi | Lega Nord                        | Sindaco |      |
| 7 marzo 2013     | 29 aprile 2018   | Renzo Francesconi | Lega Nord                        | Sindaco |      |
| 29 aprile 2018   | 3 aprile 2023    | Enrico Sarcinelli | Lega Salvini - Fratelli d'Italia | Sindaco |      |
| 3 aprile 2023    | in carica        | Enrico Sarcinelli | Lega Salvini - Fratelli d'Italia | Sindaco |      |

### Gemellaggi
- Sachsenburg[16][17]
- La Châtre[17]

## Sport

### Calcio
U.S. SPILIMBERGO
Inizi: Già agli inizi dello scorso secolo a Spilimbergo si praticava il gioco del calcio. La proficua aggregazione dei giovani e appassionati sportivi della città riuscì, tra mille difficoltà, a dar vita a due compagini: la Stella Ignea Unione Spilimbergo e l’Aquila. Ben presto, però, per poter meglio far fronte alle carenze di uomini e di mezzi, venne presa la saggia decisione di fondersi in un'unica società. Così nel 1924 nacque l’Unione Sportiva Spilimbergo, una delle espressioni più antiche e conosciute del florido mondo associazionistico locale, impegnata fin dagli inizi, in favore dei giovani e dello sport, tanto da meritarsi il sigillo della Città del Mosaico. Dal momento della fusione, il sodalizio ha ininterrottamente preso parte ai campionati organizzati dalla Figc, raggiungendo il massimo risultato nella stagione 1954/1955. In quell’annata, lo Spilimbergo disputò il campionato di Quarta Serie (l’attuale Lega Pro Seconda Divisione), sfiorando il calcio professionistico. Successivamente, la società è comunque rimasta a lungo ai vertici dilettantistici regionali, diventando a pieno diritto uno dei sodalizi più blasonati del panorama calcistico friulano.
Anni d'oro: Dal glorioso campo sportivo dedicato al presidente “Alessandro Giacomello”, sono partiti per approdare al professionismo moltissimi giocatori. Tra questi, Aldo Ferigo e Arrigo Cominotto all’Udinese dei tempi storici, Domenico Zannier al Padova, Tullio Zuppet all’Atalanta, Franco Miotto al Gorizia, Renato Mariuzza alla Triestina, Giovanni Di Davide all’Atalanta, Franco Janich, che entrò nella storia del Bologna con cui vinse lo Scudetto del 1964 e partecipò ai mondiali del 1962 e del 1966, totalizzando 6 presenze in nazionale, Ricciotti Greatti, spalla di Gigi Riva nel Cagliari dello Scudetto; Nello Miotto e Walter Bertoli all’Atalanta e altri ancora con esperienze professionistiche come Marco Bertuzzi, Luciano Rigutto, Paolo Tonelli, Ugo Sarcinelli, Mario Bortolussi, Valerio D’Andrea, solo per ricordarne alcuni. In tempi meno lontani, Paolo Mariutti all’Arezzo, Tarcisio Truant al Bologna, Giancarlo Scandiuzzi al Napoli, Roberto Bortolussi al Martinafranca, i due fratelli Scaramuzzo, Angelo prima al Pordenone e poi al Venezia e Massimo al Parma ai tempi dei fasti della Parmalat, più recentemente ancora Nonis all’Udinese e Candussio al Vicenza.
1953/1954 campione regionale Friuli Venezia Giulia - 1954/1955 partecipazione al campionato di “quarta serie” - 1975/1976 campione girone “a” prima categoria - 1986/1987 campione girone “a” prima categoria - anni settanta partecipazione a campionati di eccellenza - campionati di promozione - anni ottanta partecipazione a campionati di promozione - campionati di 1ª cat. - anni novanta partecipazione a campionati di promozione - campionati di 1ª cat. - anni 2000 partecipazione a campionati di 1ª cat.- 2ª cat.
Nel 2024, la società raggiunge i 100 anni di attività.
U.S. Barbeano Altra compagine del territorio spilimberghese è l'U.S. Barbeano, la quale milita nel campionato regionale di Prima Categoria.
Polisportiva Aquila La polisportiva Aquila da qualche anno, non riuscendo più a formare una prima squadra (visto il calo di giocatori presenti nel territorio degli ultimi anni), in accordo con l'U.S. Spilimbergo, si è dedicata a curare le squadre di primi calci e pulcini.
A.C. Vacile A livello amatoriale è presente la società A.C. Vacile che milita nel campionato di Eccellenza LCFC (Lega Calcio Friuli Collinare).

### Pallacanestro
La Vis Spilimbergo principale realtà cittadina dopo i fasti della C1 e gli anni in B Dilettanti è retrocessa dapprima in DNC e poi nella stagione 2015-2016 in C Silver Friuli.

### Kickboxing
La maggiore società di Kickboxing è la Kickboxing Bellator Team, affiliata alla FIKBMS, prende parte ogni anno a tornei regionali, nazionali, europei, e mondiali, e vanta un buon settore giovanile.

### Bocce
La società Bocciofila Spilimberghese è una delle più storiche società dello spilimberghese e milita da diversi anni nel campionato di serie A2 est. Il 20 gennaio 2024 la Bocciofila Spilimberghese esordisce in Serie A con la squadra femminile per la prima volta nella sua storia centenaria.